# Test de lisibilité
Un test de lisibilité ou formule de lisibilité ou mesure de lisibilité est une analyse statistique de la lisibilité d'un texte, c'est-à-dire l'évaluation du « degré de difficulté éprouvé par un lecteur essayant de comprendre un texte ». Ce type d'analyse est généralement réalisée en comptant les syllabes, les mots, les phrases et par la comparaison de la fréquence des mots par rapport à d'autres textes. 
Les tests de lisibilité sont souvent utilisés comme alternative à une étude statistique sur des lecteurs humains (sondage) du texte à analyser.

## Histoire des recherches
Le jugement d'expert, par des critères non explicites, était la méthode initiale d'évaluation de la lisibilité d'un texte. Les premiers travaux méthodologiques datent des années 1920 aux États-Unis, avec les recherches de Lively et Pressey (1923) qui conduisirent à l'élaboration de formules mathématiques. 
De nombreux travaux font suite pour les textes en langue anglaise, avec notamment les formules de Rudolf Flesch (1948), Gunning (1952), Spache (en) (1953), McLaughlin (1969), Flesch-Kincaid (1975), Dale–Chall (en) (1995), ATOS (Advantage TASA Open Standard), Gray & Leary (1935), Zakaluk & Samuels (1988), Bormuth (1969), Dale & Chall (1948), Fry (1968), Spache (1978), Vogel & Washburne (1928), Stenner & Burdick (1997), le test DRP (Degrees of Reading Power), et le Lexile Framework for Reading (en).
Les premiers travaux pour la langue française émanent de André Conquet (La Lisibilité, 1956). Suit l'adaptation des formules de Flesch, avec les formules de Kandel-Moles (1958) et Landsheere (1963). Des formules spécifiques au français apparaissent ultérieurement, par exemple celles de Henry (1975), Richaudeau (1979) et Mesnager (1989).

## Applications
Les tests de lisibilité sont utilisés par exemple dans le domaine de la pédagogie, de l'enseignement de la lecture et des langues, de la communication (publicité), de l'édition (littérature enfantine), journalisme), de la rédaction juridique.
Aux États-Unis, les tests de lisibilité comme l'indice de lisibilité de Gunning ont été utilisés à partir des années 1970 dans des campagnes pour une « clarté de langage » (plain language), notamment pour la simplification des textes officiels des administrations publiques, ou auprès des banques et compagnies d'assurances. De même au Royaume-Uni, pour les textes destinés aux consommateurs, ou à partir des années 1990 au Canada (provinces anglophones et francophones) pour la simplification et clarification des textes officiels.
En comparaison des pays de culture anglo-saxonne, les pays francophones portent peu d'attention aux tests de lisibilité. Bossé-Andrieu (1993) explique ce désintérêt par des motifs culturels (rapports au pragmatisme et à l'empirisme) impliquant une réticence à l'évaluation des textes par des critères objectifs et une préférence pour l'analyse stylistique.